# فيكتار زايتسو
فيكتار زايتسو مواليد 27 أغسطس 1992 في بابرويسك، هو لاعب كرة يد بيلاروسي يلعب كظهير أيمن. يلعب حاليا مع نادي سانت بطرسبرغ لكرة اليد ويحمل الرقم 44. مثل منتخب بيلاروسيا لكرة اليد.

## سجل المنافسة
شارك في البطولات التالية:
- بطولة أوروبا لكرة اليد للرجال 2014
- بطولة أوروبا لكرة اليد للرجال 2016